# Прокопенко Олександра Степанівна
Олександра Стефанівна Прокопенко (10 травня 1937, Андріївка - 17 липня 2025) — українська художниця килимів і тканин; член Національної спілки майстрів народного мистецтва України. Заслужений майстер народної творчості України з 2009 року, лауреат Премії імені Данила Щербаківського та Київської обласної премії в галузі народного мистецтва імені Петра Верни, «Почесний громадянин Броварського району» з 2013 року..

## Біографія
Народилася 10 травня 1937 року в селі Андріївці (нині Харківська область, Україна). 1959 року закінчила Львівське училище прикладного мистецтва, де оволоділа всіма техніками ткацтва, килимарства та вишивки. У 1967 році закінчила Московський технологічний інститут за спеціальністю «художній текстиль». Дипломна робота — килим «Дзвінко пряла, тонко ткала».
Працювала в Херсонському відділенні Художнього фонду УРСР, де створювала малюнки для тканин та художньо-тематичних килимів. Нині мешкає в селі Літках Київської області України.

## Творчість
Малюнки для художньо-тематичних килимів:
- «Де ти калино росла» (1968);
- «Між боями» (1968);
- «Прощання» (1971).

Володія технікою коцарства. Орнаменти композицій своїх коців будує на основі мотивів традиційного народного коцарства Наддніпрянщини.
Твори майстрині зберігаються у багатьох музеях України та у приватних колекціях. Вони неодноразово експонувалися на багатьох виставках в Україні та за її межами.